# Mys Messera
Mys Messera (Transkription von russisch Мыс Мессера ‚Messers Kap‘) ist ein Kap an der Budd-Küste des ostantarktischen Wilkeslands. Es liegt am Ostufer der Colvocoresses Bay.
Russische Wissenschaftler benannten es; der Namensgeber ist nicht überliefert.